# Stay Gold
«Stay Gold» es una canción grabada por el grupo surcoreano BTS para su cuarto álbum de estudio en japonés, Map of the Soul: 7 ~ The Journey ~. Fue publicada el 14
de julio de 2020 a través de Universal Music Japan. Además, se usó como el tema principal de la serie dramática Spiral Labyrinth – DNA Forensic Investigation, de la cadena TV Tokyo. UTA estuvo a cargo de la producción, y también la coescribió con Sunny Boy, Melanie Fontana, Michel Schulz, JUN, y KM-MARKIT.

## Posicionamiento en listas

### Semanales
| Listas (2020)                             | Mejor posición |
| ----------------------------------------- | -------------- |
| Corea del Sur (Gaon)                      | 52             |
| Estados Unidos (Bubbling Under Hot 100)   | 9              |
| Estados Unidos (Digital Songs)            | 6              |
| Estados Unidos (World Digital Song Sales) | 1              |
| Hungría (Single Top 40)                   | 3              |
| Japón (Japan Hot 100)                     | 12             |
| Japón (Oricon)                            | 12             |
| Malasia (RIM)                             | 3              |

## Certificaciones y ventas
| Japón (RIAJ) | Platino | 100 000 000 |